# ۶۷۱ (قمری)
۶۷۱ (قمری)، ششصد و هفتاد و یکمین سال در گاهشماری هجری قمری است. اول محرم این سال برابر با بیست و هشتم ژوئیه سال ۱۲۷۲ میلادی است.

## زادگان
- ابن سید الناس